# Марипоса (роща)
Марипоса (англ. Mariposa Grove) — роща, состоящая из примерно пятисот гигантских секвой. Находится в южной части национального парка Йосемити, штат Калифорния, США. Является крупнейшей рощей подобного рода в парке, два её дерева находятся в списке «30 самых больших гигантских секвой в мире».

## История

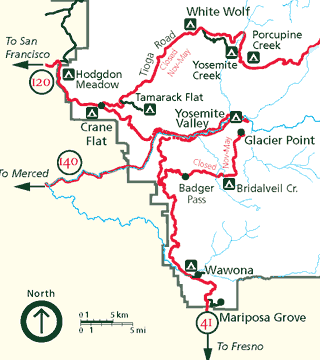
Роща Марипоса на карте юго-западной части национального парка Йосемити, в нижней части схемы

Первым евроамериканцем, увидевшим эту рощу в 1857 году, стал Гален Кларк — поначалу обычный искатель приключений, приехавший в эти места провести последние месяцы жизни (врачи обнаружили у 39-летнего мужчины тяжёлую болезнь лёгких), а впоследствии защитник природы, первый рейнджер национального парка Йосемити и писатель, доживший до 96 лет. Он и дал название обнаруженной им роще в честь её нахождения в округе Марипоса. В 1864 году эта роща вместе с долиной Йосемити были переданы в собственность штату Калифорния, но в 1906 году по ряду причин вместе со всем национальным парком Йосемити вернулись под федеральное управление.
В 1930 году открылся музей «Роща Марипоса». Он расположился в хижине, которую построил в 1861 году Гален Кларк. В 1978 году здание музея было занесено в Национальный реестр исторических мест США.
В 2014 году началось переобустройство рощи. Из неё уберут сувенирный магазин и трамвайные туры, появятся условия для посещения рощи инвалидами, обустроят новые сливные туалеты. Окончить работы планируется к 2016 году.

## Примечательные деревья
- «Гигантский гризли»: высота — 63,7 м, длина окружности ствола у основания — 29,5 м, диаметр ствола на высоте 1,5 м — 7,8 м, объём — 963 м³, возраст — 1900—2400 лет[9], что делает его старейшим деревом рощи и вторым по объёму в роще. В 1932 году Гризли занимал 5-ю строчку в списке самых больших по объёму деревьев в мире, ныне же занимает 25-е место в этом списке.
- «Уавона»: рухнула в 1969 году в возрасте около 2100 лет. Её высота составляла 71,3 м, диаметр ствола у основания — 7,9 метров. В течение 88 лет сквозь дерево проходили люди, проезжали дилижансы, а позднее — автомобили через специально прорубленный тоннель[6].
- «Холостяк и Три изящества»: группа из четырёх деревьев, растущих очень близко друг к другу. Одно дерево большое, три других заметно тоньше. Их корневая система настолько тесно переплетена, что если одно из этих четырёх деревьев упадёт, остальные три, скорее всего, тоже погибнут[6].
- «Вашингтон»: самое большое по объёму дерево в роще — 1355 м³[9].
- «Калифорнийский тоннель»: единственное (после падения «Уавона» в 1969 году) живое дерево, в котором прорублен тоннель (с 1895 года)[6].
- «Павший монарх»: рухнул в начале XVIII века (примерно), за полтора века до первого появления в этих местах белых людей, но поскольку секвойи очень устойчивы к разложению, ствол до сих пор выглядит крепким и без следов гниения[6].
- «Прищепка» и «Телескоп»: лесные пожары проделали отверстия в стволах этих деревьев на уровне земли, так что сквозь них можно пройти или даже проехать на автомобиле. Несмотря на это, деревья живы, так как секвойям не требуется целостный ствол для поддержания жизнедеятельности. Тем не менее эти полости заметно уменьшают их прочность, так что они могут упасть при любой буре[6].
- «Колумбия»: самое высокое дерево не только рощи, но и всего национального парка — 87 метров[10].
- «Гален Кларк»: считается первым деревом рощи, которое увидел Гален Кларк в 1857 году. У дерева установлена памятная табличка[6].
- «Верная пара»: два отдельных дерева, сросшиеся внизу стволами и имеющие общую корневую систему[11].

## Галерея

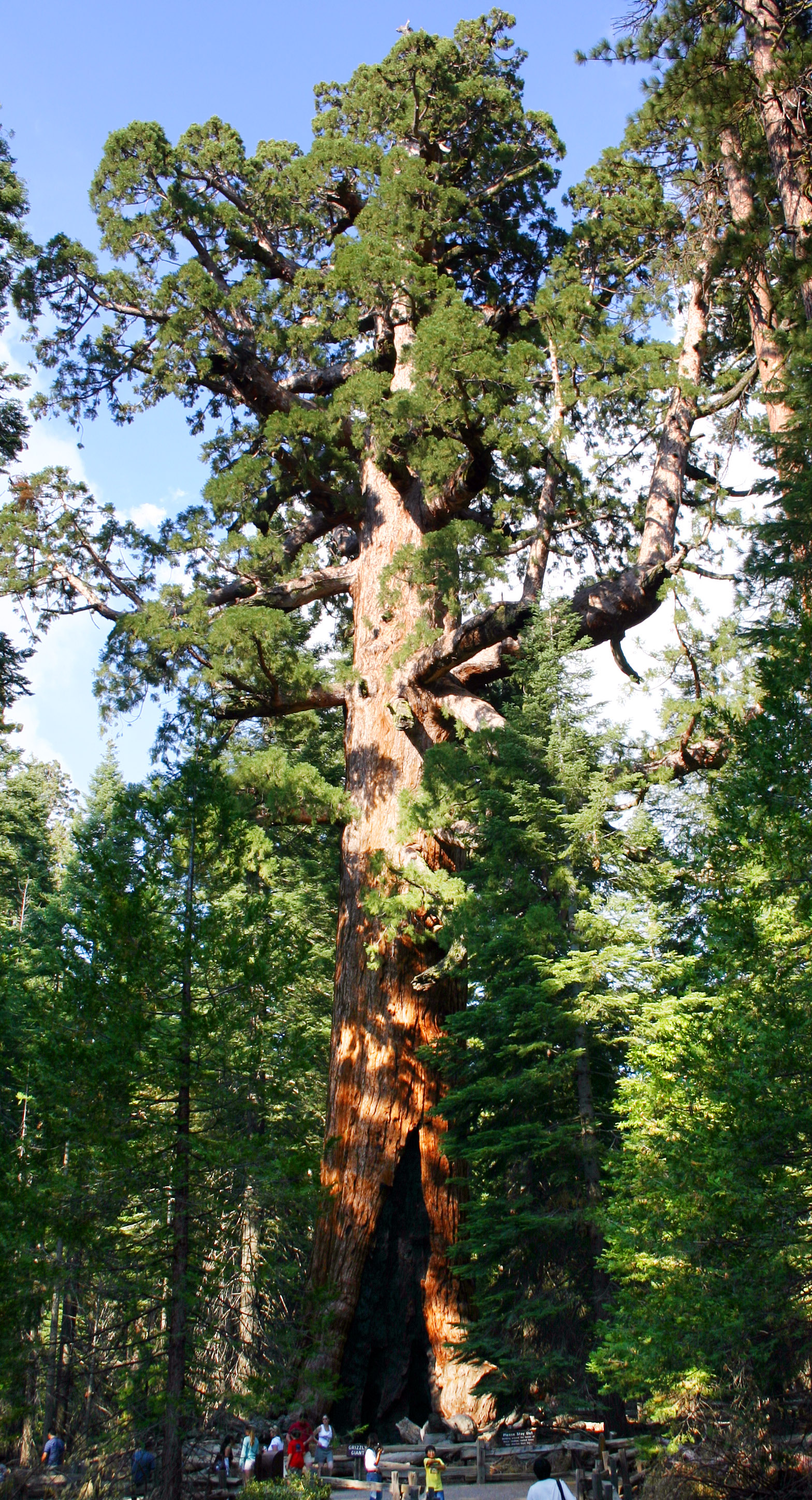
«Гигантский гризли» — старейшее дерево рощи
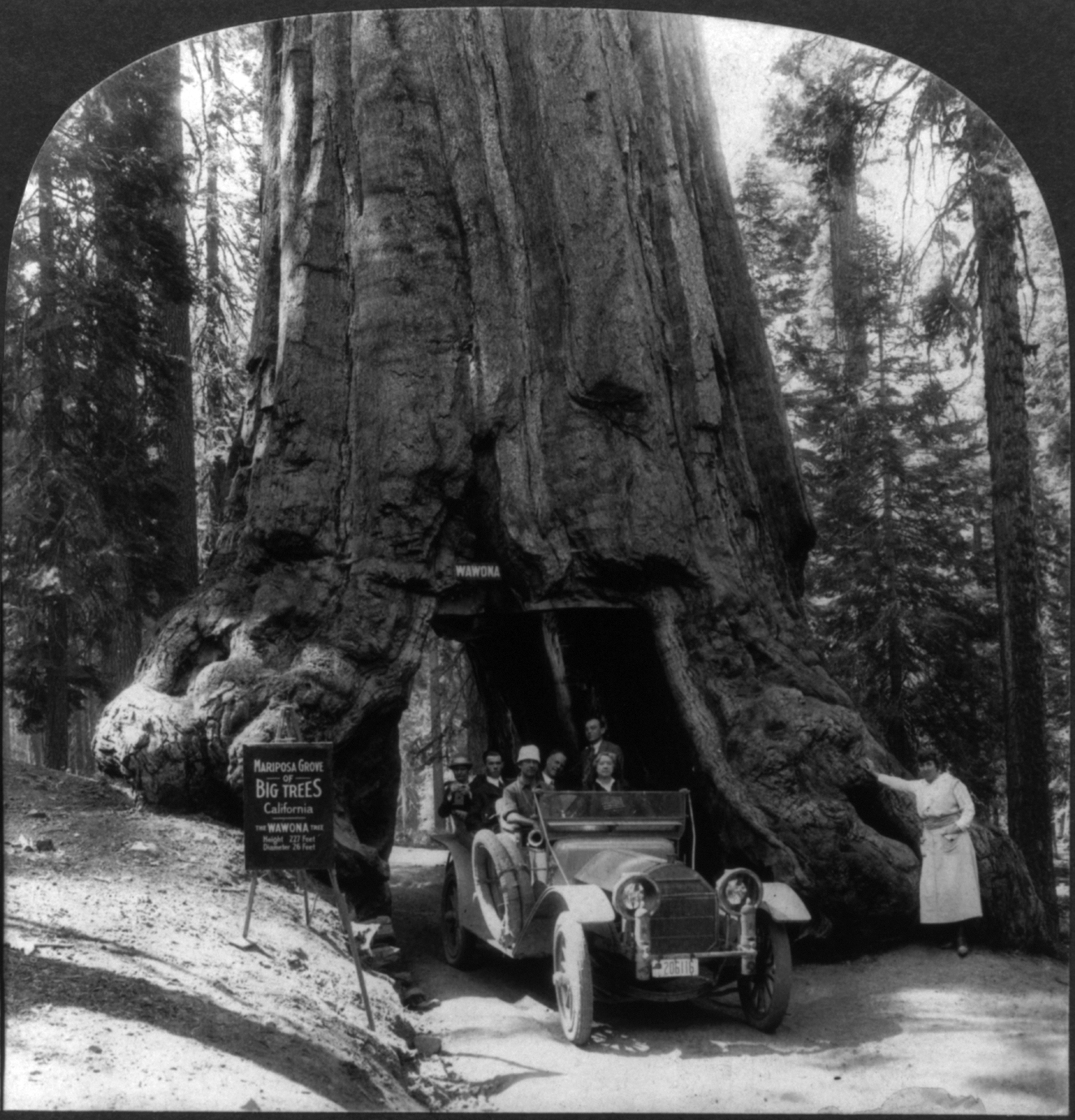
«Уавона» в 1918 году
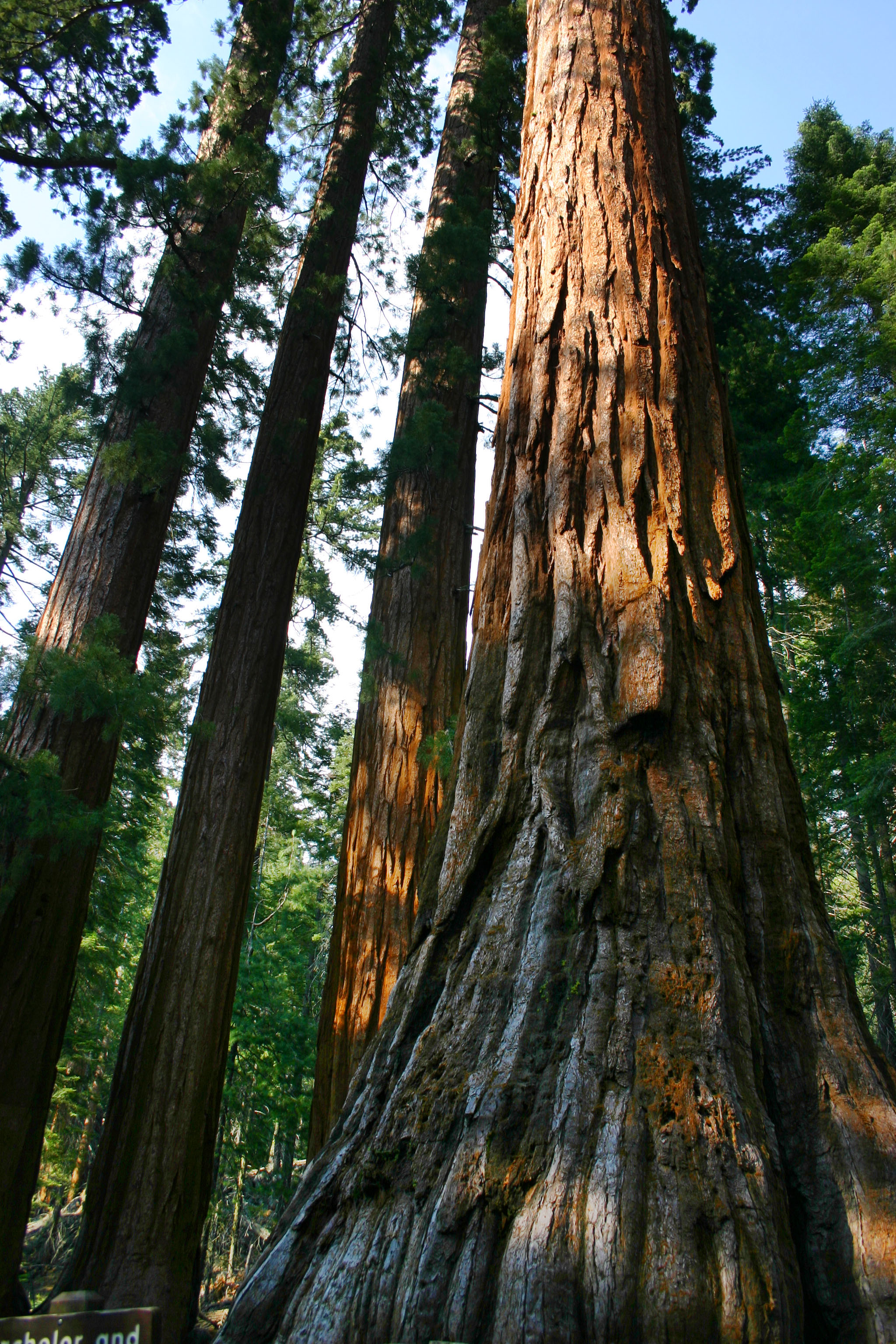
«Холостяк и Три изящества»
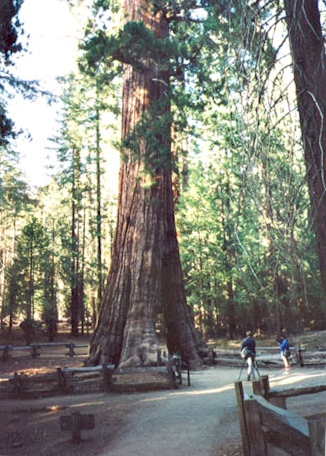
«Калифорнийский тоннель»
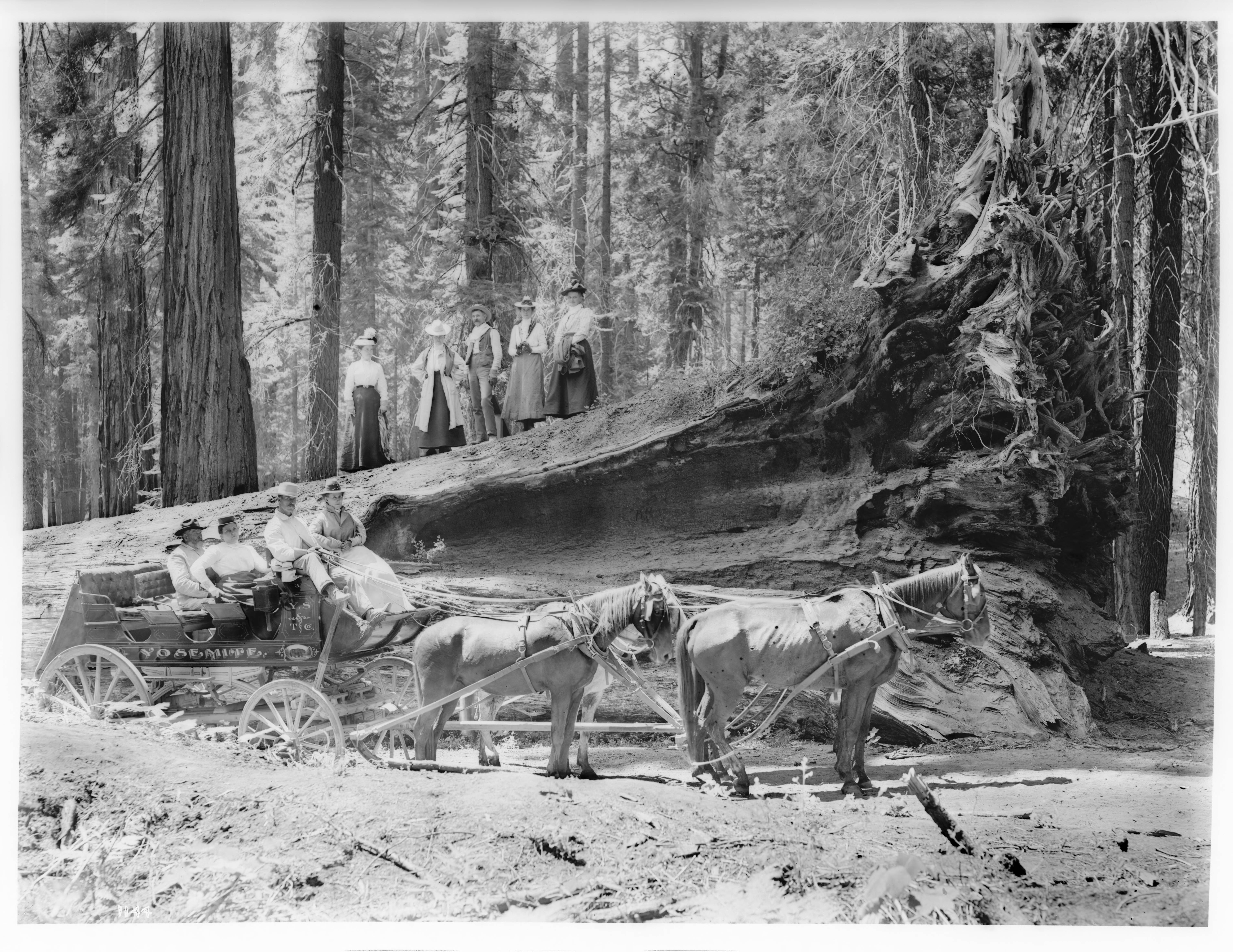
«Павший монарх», фото ок. 1900 года